# 台湾天料木
台湾天料木（学名：Homalium cochinchinense var. pseudopaniculatum）为大风子科天料木属下的一个变种。

## 扩展阅读
- 維基物種上的相關：台湾天料木